# Walking on Thin Ice (chanson)
Singles de Yoko Ono
Run, Run, Run
(1973) No, No, No
(1981)
Walking on Thin Ice est une chanson écrite, composée et interprétée par Yoko Ono sorti en single le 6 février 1981. Il s'agit premier single d'Ono à connaître un véritable succès dans les charts. Dans la soirée du 8 décembre 1980, en revenant des studios où ils viennent d'enregistrer le titre produit par Lennon qui y joue également de la guitare, le couple arrive à son domicile du Dakota Building devant lequel le musicien est assassiné.    

## Enregistrement
La chanson est mixée le 8 décembre 1980 au Record Plant Studios à dix-sept heures. Auteure-compositrice et interprète du titre, Yoko Ono est accompagnée par John Lennon, qui y joue de la guitare solo et annonce que ce titre sera numéro 1. De retour chez lui après la session au studio, Lennon est assassiné au Dakota Building par Mark David Chapman.

## Parution et réception
Le single sort deux mois après la tragédie et rencontre un certain succès dans les charts, puisqu'il atteint la 35e place au Royaume-Uni, la 13e du Hot Dance Club Songs aux États-Unis et parvient même à se hisser à 6e place du hit-parade suédois.
Le titre paraîtra dans les rééditions ultérieures de son album Season of Glass, ainsi que de son album mixte avec Lennon, Double Fantasy. 
Une splendide version extended (1981 Re-edit) remixée en 1981 pour la promotion auprès des DJ new yorkais, mais non commercialisée à ce moment-là,  parait en 2000 sur la compilation Disco Not Disco (rééditée en 2019).

## Remixes
Remixé en 2003, Walking on Thin Ice atteint la 1ere place des Charts Dance américains (devant Madonna et Justin Timberlake), concrétisant ainsi la prédiction de John Lennon.

## Titres

### 1981

#### 7" / 12" single
- A. Walking On Thin Ice - 5:59
- B. It Happened - 5:08

#### Promo 12" / Cassingle
- A. Walking On Thin Ice - 5:59
- B1. It Happened - 5:08
- B2. Hard Times Are Over - 3:26

2000
Compilation DISCO NOT DISCO
CD  /  3LP Vinyl
. Walking on thin ice (1981 Re-edit) - 7:20

### 2003

#### CD Maxi
1. Pet Shop Boys Radio Mix - 4:09
2. Danny Tenaglia Walked Across the Lake Mix - 12:40
3. Pet Shop Boys Electro Mix - 6:37
4. Felix da Housecat's Tribute Mix - 5:29
5. Pet Shop Boys Extended Dance Mix - 7:58
6. Rui da Silva's Kismet Mix - 10:42
7. Peter Rauhofer Electro Mix - 6:08
8. Orange Factory Radio Mix - 3:54
9. FKEK Vocal Mix - 9:55
10. Peter Rauhofer Chill Mix - 4:58

#### 2x12" single
1. Danny Tenaglia Walked Across the Lake Mix - 12:40
2. Peter Rauhofer Future Mix - 10:07
3. Pet Shop Boys Electro Mix - 6:37
4. Pet Shop Boys Extended Dance Mix - 7:58
5. Rui da Silva's Kismet Mix - 10:42
6. FKEK Hard As Ice Dub - 8:35
7. Orange Factory "Larry" Dub - 6:20
8. Orange Factory Yoko-pella - :34

#### UK 12" single
1. Danny Tenaglia Walked Across the Lake Mix - 12:40
2. Pet Shop Boys Electro Mix - 6:37

#### US 12" single
1. Danny Tenaglia Dub - 9:07
2. Felix da Housecat's Tribute Mix - 5:29
3. FKEK Vocal Mix - 9:55

#### UK CD promo
1. Pet Shop Boys Electro Mix Edit
2. Felix Da Housecat Tribute Mix Edit

#### iTunes single
1. Pet Shop Boys Radio Mix - 4:09
2. Danny Tenaglia Walked Across the Lake Mix - 12:40
3. Pet Shop Boys Electro Mix - 6:37
4. Felix da Housecat's Tribute Mix - 5:29
5. Pet Shop Boys Extended Dance Mix - 7:58
6. Rui da Silva's Kismet Mix - 10:42
7. Peter Rauhofer Electro Mix - 6:08
8. Orange Factory Radio Mix - 3:54
9. FKEK Vocal Mix - 9:55
10. Peter Rauhofer Chill Mix - 4:58
11. Peter Rauhofer Future Mix - 10:07
12. FKEK Hard As Ice Dub - 8:35
13. Orange Factory "Larry" Dub - 6:20
14. Orange Factory Yoko-pella - :34
15. Danny Tenaglia Dub - 9:07

## Classements hebdomadaires
| Classement (1981)                         | Meilleure position |
| ----------------------------------------- | ------------------ |
| Australie (Kent Music Report)             | 18                 |
| Nouvelle-Zélande (RMNZ)                   | 48                 |
| Suède (Sverigetopplistan)                 | 6                  |
| France (IFOP)                             | 50                 |
| Royaume-Uni (The Official Charts Company) | 35                 |
| États-Unis (Hot 100)                      | 58                 |
| États-Unis (Hot Dance Club Songs)         | 13                 |

| Classement (2003)                         | Meilleure position |
| ----------------------------------------- | ------------------ |
| Royaume-Uni (The Official Charts Company) | 35                 |
| États-Unis (Hot Dance Club Songs)         | 1                  |
| États-Unis (Hot Dance Singles Sales)      | 5                  |

## Crédits
- John Lennon – Guitare solo
- Andy Newmark – Batterie
- Tony Levin – Guitare basse
- Lee DeCarlo – Ingénieur du son
- Earl Slick, Hugh McCracken – Guitare rythmique
- Jack Douglas (en) – Percussions